# Општина Банлок
Општина Банлок (рум. Banloc) је сеоска општина у округу Тимиш у западној Румунији. Општина је значајна по присутној српској националној мањини у Румунији, која је данас малобројна, али и даље присутна (5% становништва).

## Природни услови
Општина Банлок се налази у источном, румунском Банату и гранична је са подручјем Србије. Општина је равничарског карактера.

## Становништво и насеља
Општина Банлок имала је по последњем попису 2002. године 2.897 становника.
Општина се састоји из 4 насеља:
- Банлок - седиште општине
- Овсеница
- Партош
- Сока

## Срби у општини
Срби у општини чине 5% становништва општине и живе у два насеља, Овсеници и Соки, где су у мањини. Остатак су првенствено Румуни (70%), затим Украјинци (10%) и Роми (10%).